# Halosydna pissisi
Halosydna pissisi är en ringmaskart som först beskrevs av Jean Louis Armand de Quatrefages de Bréau 1866.  Halosydna pissisi ingår i släktet Halosydna och familjen Polynoidae. Inga underarter finns listade i Catalogue of Life.